# Коньово (Артинський міський округ)
Коньо́во (рос. Конёво) — присілок у складі Артинського міського округу Свердловської області.
Населення — 244 особи (2010, 297 у 2002).
Національний склад станом на 2002 рік: росіяни — 98 %.